# 2718 Handley
A 2718 Handley (ideiglenes jelöléssel 1951 OM) a Naprendszer kisbolygóövében található aszteroida. Johnson, E. L. fedezte fel 1951. július 30-án.